# Astragalus pseudotortuosus
Astragalus pseudotortuosus är en ärtväxtart som beskrevs av Tietz och Zarre. Astragalus pseudotortuosus ingår i släktet vedlar, och familjen ärtväxter. Inga underarter finns listade i Catalogue of Life.